# Chigwell
Chigwell è un paese di 12 449 abitanti della contea dell'Essex, in Inghilterra. Fa parte dell'area metropolitana di Londra
Vi sono nati Dave Gahan, frontman del gruppo musicale Depeche Mode e Ronnie O'Sullivan, campione di snooker.

## Amministrazione

### Gemellaggi
- Mantes-la-Ville